# Сулејман Омеровић
Сулејман Омеровић — Цар (Маглај, 8. мај 1923 — Брезница Нашичка, код Нашица, 17. новембар 1945), учесник Народноослободилачке борбе, потпуковник Југословенске армије и народни херој Југославије.

## Биографија
Рођен је 8. маја 1923. године у Маглају, у сиромашној породици. Основну школу завршио је у родном месту. После тога, отишао је у Сарајево, где се уписао у Шеријатску школу и живео у интернату. Током боравка у школи, почео је да усваја напредне идеје и окупља око себе групу истомишљеника, због чега је једном био и ухапшен; убрзо је био пуштен, јер жандарми нису имали конкретних доказа.
После капитулације Југославије 1941. и доласка усташа, појачао је своју активност у окупираном Сарајеву, где је деловао као члан Савеза комунистичке омладине Југославије (СКОЈ). Фебруара 1942. добио је директиву да напусти Сарајево и са групом другова из интерната пређе у партизане.
Првих дана марта 1942. године, ступио је у Први црногорски батаљон Прве пролетерске бригаде, у којем је био све до јула 1943. године, када је због рањавања остао у позадини. За члана Комунистичке партије Југославије (КПЈ) примљен је 1942. године.
Прво ватрено крштење имао је маја 1942. године на Сињајевини, где су борци скоро месец дана водили борбе против четника Павла Ђуришића. Након тога је учествовао у борбама бригаде на Дурмитору, Коњицу, Купресу, Кључу, Босанском Грахову, Јајцу, Јошавки, Иван-седлу, на Неретви и у данима Четврте непријатељске офанзиве на Дрини и код Бродарева. У данима Пете непријатељске офанзиве, као заменик политичког комесара, повео је чету у јуриш да одбрани рањенике код Челебића. Као политички комесар чете, штитио је одступницу батаљону 8. јула 1943. у борби код Цапарде, где је био тешко рањен, што га је одвојило од Прве пролетерске бригаде.
Након што је оздравио, пребачен је међу војвођанске партизане. Тамо је био комесар батаљона, заменик команданта бригаде и напослетку командант Треће војвођанске бригаде. Са бригадом је прешао Срем, Мајевицу, Бирач, Озрен, Требаву, Јахорину, Зеленгору, Пиву, Лозницу, Цер, Београд, Сремску Митровицу, Барању и све до Клагенфурта.
Као потпуковник Југословенске армије и командант Пете војвођанске бригаде, 17. новембра 1945. године, на путу Осијек—Нашице, погинуо је у сукобу с крижарима, код Брезница Нашичка, код Нашица.
Сулејман Омеровић „Цар” био је један од најхрабријих људи које сам срео у овом рату. Дуже време смо били заједно у истом штабу, па сам се у то уверавао скоро свакодневно. За њега се збиља може рећи да никад свом војнику није наредио нешто што и сам не би смео да изврши — непрописано али високоморално војничко начело, којег би се морали придржавати сви који на било који начин буду у прилици да одлучују о туђим судбинама. Ваљда и зато, мало кога су, од старешина, Војвођани толико волели и поштовали као свога „Цара”.— Мирко Тепавац о Сулејману Омеровићу
Указом Президијума Народне скупштине Федеративне Народне Републике Југославије, 20. децембра 1951. године, проглашен је за народног хероја Југославије.